# Leucania argyritis
Leucania argyritis là một loài bướm đêm trong họ Noctuidae.